# Уљни шкриљац
После угља, нафте и гаса, када је реч о фосилним горивима, угљоводоници из шкриљаца или другачије речено гасни и уљни шкриљци у свету, али и у Србији, постају нови велики енергетски адут. За њих се, додуше, зна већ стотину година, али због некада веома јефтине нафте, готово да их нико није користио. Али са садашњим наглим развојем технологије за њихово коришћење, а посебно веома израженим растом цене нафте и гаса и тежња за енергетском независношћу подстакле су многе државе на размишљања о добијању нафте из уљних шкриљаца. Они као сировина за производњу нафте, гаса, али и топлотне и електричне енергије – постају веома озбиљан конкурент.

## Геологија
Уљни шкриљци су рудни материјали седиментно-органогеног карактера са различитим садржајем органске материје која је распршена у порама у облику микроскопски ситних честица. Њихова старост се креће од камбријума до терцијера. Формирали су се таложењем органских остатака у различитим окружењима. Садрже више од 10 одсто органске материје, керогена (уља). Обично настају у мочварама, већим језерима или плитким деловима великих вода таложењем остатака разних организама као што су алге и биљке. Окружење мора остати униформно у дужем временском периоду да се би се очувала органска материја и формирао уљни шкриљац; на крају се под дејством притиска и температуре стварају услови у којима долази до одстрањивања влаге, молекуларне воде, а у метагенези се производи метан; уклањају се водоник, мало угљеника, а даље и одређена количина кисеоника. Према геолошкој подели уљни шкриљци се могу сврстати на бази њиховог састава као шкриљци богати карбонатима, силикатима или канел шкриљци. Карбонатни шкриљци садрже карбонате као што су калцит и доломит - 20 карбонатних минерала је нађено у уљним шкриљцима. То су врло чврсти шкриљци и њих је тешко експлоатисати екс-ситу методом. Силикатни уљни шкриљци су углавном тамносмеђе или црне боје, богати су силикатним минералима и минералоидима, као што су кварц, фелдспати и опал, и глином. Они нису чврсти и водоотпорни као карбонатни шкриљци, али се могу експлоатисати екс-ситу методом. Канел шкриљци су обично тамносмеђе или црне боје и састоје се од органске материје која у потпуности честице минерала. Уљни шкриљци при загревању на високим температурама (~ 500 °C ) дају течне угљоводонике сличне сировој нафти и нешто гаса. Добијена течност, уље, је изразито црна, вискозна и на температури испод 40 °C губи способност течења. После крековања и хидрогенизације таквог нафтног уља, добија се синтетичка нафта врло слична сировој парафинској нафти. Уљни шкриљци се од нафтних пескова разликују не само по литолошком саставу и величини зрна, већ и по томе што не садрже слободну нафту у порама. Они садрже кероген из којег се нафта ствара тек по излагању високој температури - пиролизи. То су дакле незрели еквиваленти врло квалитетних матичних стена за нафту и гас, које нису у геолошкој прошлости доспеле на велике дубине и биле изложене високој температури, већ су остале на површини или близу ње.

## Резерве
Историјски, геолошки и економски, најпознатија лежишта уљних шкриљаца су у западном САД, Русији, Конгу, Бразилу, Естонији, Шкотској и Кини. Највеће резерве уљних шкриљаца налазе се у оквиру кенозојских седимената (преко 55%), а чак око 70% светских резерви је у САД. Мада се уљани шкриљци јављају у многим земљама, само 33 земље поседује количине које су економски исплативе. Сматра се да економичну површинску експлоатацију обезбеђују уљни шкриљци са приносом уља од минимално 50-60 л/т. У САД се за уљне Грин Ривер шејлове узима гранична вредност од око 120 л/т; за Ирати шејлове Бразила и за кукерзите Естоније граница економичности је испод 100 л/т. Пожељно је да садржај керогена буде што већи (преко 20-30%), а карбонатни уљни шејлови су мање повољни за ретортовање од силикатних. Године 2005. процена укупних светских резерви уљних шкриљаца је на 411 гигатона, довољно за допринос од 2,8 до 3,3 билиона барела нафте. Ово превазилази доказане светске резерве конвенционалне нафте које износе 1.317 билиона барела од 01.01.2007. Ове бројке остају условне јер је истраживање или анализа депозита уљних шкриљаца и даље отворена и чињеница да налазишта уљних шкриљаца на северозападу Кине нису урачуната у претходне глобалне процене.

## Индустрија
Уљни шкриљци експлоатишу се у САД, Канади, Естонији, Кини, Шкотској, Шведској, Француској, Аустралији, Румунији, Белорусији, Мароку и северној Африци. Од 2009, око 80% уљаних шкриљаца који се користе у свету се вади у Естонији, где служе као основно гориво јер се 95% струје добија из уљних шкриљаца.
Кинеска компанија „Џилин енерџи" покренула је прошле године велики пројекат експлоатације шкриљаца у области Хуадијан, који су по количини нафте у њима слични алексиначким (око 10 одсто). Компанија планира да годишње добије око 200.000 тона нафте, а цела инвестиција коштаће око 150 милиона долара. При цени нафте од 145 долара за барел (812 долара за тону), испада да би се за само годину дана могло зарадити око 165 милиона долара, што значи да би се инвестиција исплатила за мање од једне године. Ипак, процене компаније „Ројал дач шел", као и неких других светских компанија, говоре да се експлоатација уљних шкриљаца богатих нафтом, а наши спадају међу најбогатије, исплати већ при цени сирове нафте од 30 долара за барел.

## Вађење и прерада
Суштина сваког процеса ретортовања-добијања уља из шкриљаца састоји се у томе да се у одређеној реторти (пећи) врши загревање шкриљаца на температури 450-550 °C на којој се врши разлагање органске материје (керогена) из шкриљаца, при чему се један њен део добија као течна компонента (уље), други део као гасна компонента (гас), а трећи у виду угљеничног талога који остаје у прерађеном шкриљцу (полукокс). Вађење корисних компоненти уљаних шкриљаца се углавном одвија на површини -ех ситу обрада- иако постоји неколико нових технологија које практикују подземну обраду in situ.
Процес издвајања нафте из шкриљаца се састоји у разлагању уљаног шкриљца и конвертовање његовог керогена у нафту попут синтетичке сирове нафте. Процес се спроводи пиролизом, хидрогенизацијом или термалним разлагањем. Код екстракције пиролизом (сува дестилација) долази до загревања шкриљца без присуства кисеоника све до потпуног распада керогена на кондензоване нафтне паре и некондензовани запаљиви гас, који се потом скупљају и при њиховом хлађењу долази до кондензовања нафте. Да би се шкриљци загрејали до потребне температуре за пиролизу користе се друга фосилна горива чијим се сагоревањем генерише топлота а могу се користити и струја, радио таласи, микроталаси или реактивне течности. Хидрогенизација и термално разлагање издвајају нафту користећи доноре водоника, раствараче или комбинацију оба. Термално растварање подразумева примену растварача на повишеним температурама и притисцима, повећавајући производњу нафте пуцањем растворених органских материја.

### Екс ситу метода
Код екс ситу методе минерална сировина добија се површинском или подземном експлоатацијом. Уљни шкриљци су здробљени на мање парчиће, а температура на којој почиње разлагање је 300 °C. Количина произведене нафте највећа је при температурама између 480 и 520 °C. Према оријентацији реторте су класификоване на хоризонталне и вертикалне, а према величини честица уљних шкриљаца разликују се гранулације од 10 до 100 мм у пречнику које се обрађују гасним топлотним носиоцима и гранулације мање од 10 мм у пречнику које се обрађују чврстим носиоцима топлоте. Проблем који се јавља код ове методе је 0.885-0.9т/т отпадног материјала.

#### Технологија унутрашњег сагоревања
Код технологије унутрашњег сагоревања долази до спаљивања материје унутар вертикалног шахта реторте како би се обезбедила топлотна енергија потребна за пиролизу. Честице уљаних шкриљаца величине од 12 до 75 мм величине убацују на врху реторте и загревају се топлим гасовима који се дижу навише и пролазе кроз опадајуће уљне шкриљце, чиме долази до разградње керогена на 500 °C. Нафтна магла, развијени гасови и охлађени гасови сагоревања се уклањају са врха реторте и одводе се у сепараторе. Кондензована нафта се сакупља док се некондензовани гас рециклира и користи се као носач топлоте до реторте. У доњем делу реторте утискује се ваздух због бољег сагоревања које загрева истрошене шкриљце и гасове на температуре од 700 до 900 °C. Хладни рециклирани гас може ући на дну реторте како би охладио пепео шкриљаца.

#### Загрејани рециклирани материјал
Технологија се заснива на достављању топлоте уљним шкриљцима рециклирањем топлоте остатака чврстих честица, обично је то пепео шкриљаца. Ова технологија користи ротирајуће пећи или флуидизован слој реторте, испуњен финим слојем честица шкриљаца пречника мањег од 10 мм. Рециклиране честице се загревају у одвојеној комори до око 800 °C и затим се мешају са сировим уљаним шкриљцима како би изазвали разлагање керогена на око 500 °C. Уљане паре и гас су одвојене од чврсте материје и охлађене да се кондензују и прикупи нафта. Топлота прикупљена од запаљивих гасова и пепела може бити искоришћена да се исуши и претходно загреје сирови шкриљац пре него што се помеша са загрејаним рециклираним честицама.

#### Загревање преко зида
Ове технологије преносе топлоту уљним шкриљцима допремањем преко зида реторте. Шкриљци који се налазе у процесу су финије структуре. Предност методе је у томе што се испарења из реторте не мешају са испарењима гасова који се користе за сагоревање. Метода користи водоничне ротирајуће пећи, у којима врео гас циркулише у омотачу пећи.

#### Споља генерисани врући гас
Генерално је слична метода као и метода унутрашњег сагоревања. Сличност је у томе што процесуира грудвице шкриљаца у вертикалним пећима. Значајно је то што се топлота у овим технологијама испоручује преко гасова који су грејани ван реторти, а самим тим испарења из реторте нису разређена.

#### Метода реактивних течности
Кероген је јако везан за шкриљац и отпоран на већину растварача. Упркос томе, екстракција веома реактивним растварачима је тестирана укључујући и оне у надкритичном стању. Ове методе су погодне за третирање уљних шкриљаца са малим садржајем водоника. У овим методама хидроген гас или донори водоника реагују са прекурсорима кокса. 

### Ин ситу метода
Ин ситу метода је технологија за прераду уљних шкриљаца под земљом. Тај процес отклања проблеме рударства, руковања и одлагања велике количине материјала, који се јављају код надземног ретортовања. Уљни шкриљци се полако загревају под земљом и добијене течности и гасови се ваде директно из резервоара, на начин који се не разликује од начина пумпања сирове нафте. Употребом методе спорог загревања и мањих енергетских потреба него код површинске обраде добија се још једна предност у односу на екс ситу методе: уље је бољег квалитета, а и трошкови пре достављања рафинеријама су мањи. Досадашња искуства показују да је ретортовање у лежишту врло сложен процес, а пре свега тешко се контролише. Ретортовање ин ситу може обухватити један слој или више слојева шкриљаца или се примењује модификован поступак, који се састоји од израде подземних реторти. Постоје разне технологије обраде али све оне прате исти принцип. 

#### Спровођење топлоте преко зида
Користе грејуће елементе или грејуће цеви постављене у формацији уљних шкриљаца. Шел технологија користи електрично грејање слојева уљних шкриљаца од 650 до 700 °C у периоду од приближно 4 године. Процесуирано подручје је изоловано од воде из окружења смрзнутим зидом који се састоји од бушотина испуњених супер охлађеним течностима. Мана ове методе је велики утрошак електричне енергије, велика количина воде која се користи и ризик загађења подземних вода.

#### Грејање споља генерисаним гасом
Ова метода заснива се на коришћењу гаса који грејан на површини а затим утиснут у формације уљних шкриљаца. Шеврон CRUSH процес развијен од стране Шеврон корпорације, састоји се од утискивања загрејаног угљен-диоксида у формације шкриљаца преко бушотина и грејању формације кроз низ хоризонталних фрактура у којима гас циркулише.

#### EXXONMOBILS Електрофрак
Метода користи електрично грејање са елементима зидне кондукције и методе волуметријског грејања. Она убризгава електрично кондуктивни материјал у хидраулички фрактурирану формацију уљних шкриљаца који затим формира грејући елемент. Грејуће бушотине су постављене у паралелне редове а такође их пресецају хоризонталне бушотине.

## Уљни шкриљци у Србији
Осим на подручју Алексинца, које је најбогатије, шкриљаца има у још 23 басена у Србији. Према садашњим проценама, око 4,7 милијарди тона. Шкриљци се налазе и на подручју Врања, Ваљева, Крушевца, Бабушнице, Ниша, Западне Мораве... Они на подручју Дубраве су најквалитетнији, јер имају висок садржај уља, што их чини најповољнијим за експлоатацију. Иако већина лежишта није довољно истражена, на лежишту у околини Алексинца, које се налази на простору дужине од око 20 километара, урађена су детаљна истраживања. На три лежишта алексиначког басена налази се близу две милијарде тона уљних шкриљаца од којих би се могло добити 150 до 200 милиона тона синтетичке нафте. Србија има девет истражених региона у којима се налазе значајне количине уљних шкриљаца богатих минералном нафтом. Међутим, шкриљци у Алексинцу су посебни по томе што имају у просеку око 10 одсто уља, што их чини најисплативијим за експлоатацију. Лежиште је унутар експлоатационог простора Алексиначких рудника. Шири рудоносни простор захвата површину од око 40 км² док је површина лежишта нешто мања од 21 км². Унутар лежишта је поред наслага уљних шкриљаца развијен и један експлоатабилни слој угља. Алексиначко лежиште је подељено на 3 рудоносна поља (од севера ка југу): „Дубрава“ „Морава“ и „Логориште“. Угљени слој, подински и повлатни уљни шкриљци су развијени у сва три поља. Експлоатација уљних шкриљаца у Алексиначком басену у пољу „Дубрава“ вршила би се на почетку површинском експлоатацијом. Од укупних количина уљних шкриљаца у лежишту „Дубрава“ које износе 352.759.195 т, површинском експлоатацијом се може откопати 132.805.610 т а остатак би се откопао подземним путем. О „алексиначкој нафти" размишљало се још 1954. када је постојала компанија за истраживање уљних шкриљаца, а озбиљнија истраживања радили су и 1986. године Рударско-геолошки факултет и Привредна комора Србије. Експлоатацијом је требало да се бави Нафтна индустрија Србије, али тада то није било исплативо, па је све остало само на идеји. Стручњаци, међутим, сматрају да би вађење уља (минералне нафте) из шкриљаца данас и те како било уносан посао. Према службеним информацијама из министарства, пет страних компанија већ је послало писма о намерама у којима показују спремност да учествују у експлоатацији уљних шкриљаца, односно градњи капацитета за њихову прераду у нафту. Писма су послали инвестициони фондови „Хатор“ и „Зао стар“, естонске компаније „ЕСТИ енергија“, као и НИС, односно „Гаспромњефт“ .